# جو فال
جو فال (بالإنجليزية: Joe Fall)‏ (16 يناير 1872 في المملكة المتحدة - ) هو لاعب كرة قدم بريطاني (وحمل سابقاً جنسية المملكة المتحدة لبريطانيا العظمى وأيرلندا) في مركز حراسة المرمى. لعب مع برمنغهام سيتي ومانشستر يونايتد.

## وصلات خارجية
1. ↑   https://www.mufcinfo.com/manupag/a-z_player_archive/a-z_player_archive_pages/fall_joseph.html. اطلع عليه بتاريخ 2022-03-28. {{استشهاد ويب}}: |url= بحاجة لعنوان (مساعدة) والوسيط |title= غير موجود أو فارغ (من ويكي بيانات) (مساعدة)